# Coupe de la confédération 2015
Navigation
Édition précédente Édition suivante
La Coupe de la confédération 2015 est la 12e édition de la Coupe de la confédération seconde compétition africaine de clubs mettant aux prises les meilleures formations non qualifiées pour la Ligue des champions de la CAF.
Al-Ahly SC est le tenant du titre, et après s'être qualifié pour la Ligue des champions de la CAF 2015, il est entré dans la Coupe de la Confédération 2015 après avoir perdu au deuxième tour de la Ligue des champions.
L'ES Sahel de Tunisie a remporté la compétition pour la deuxième fois de son histoire, après une victoire cumulée 2-1 contre les Orlando Pirates FC d'Afrique du Sud en finale.

## Primes monétaires
Les primes monétaires de l'édition 2015 sont distribués aux clubs terminant dans les 8 premiers, comme suit:
| Classement     | Club      | Fédération |
| -------------- | --------- | ---------- |
| Vainqueur      | 800 000 $ | 35 000 $   |
| Finaliste      | 580 000 $ | 30 000 $   |
| Demi-finaliste | 450 000 $ | 25 000 $   |
| 3e du groupe   | 375 000 $ | 20 000 $   |
| 4e du groupe   | 300 000 $ | 15 000 $   |

## Participants
- Théoriquement, jusqu'à 56 fédérations membres de la CAF peuvent entrer dans la CAF Champions League 2014.
- Les 12 pays les mieux classés en fonction du Classement 5-Year de la CAF peuvent également inscrire 2 équipes par compétition. Pour la compétition de cette année, la Confédération africaine de football va utiliser Classement 5-Year de la CAF d'entre 2007 et 2011. En conséquence, 56 clubs ont pu entrer dans le tournoi.

Ci-dessous le schéma de qualification pour la compétition. Les nations sont affichées en fonction de leur Classement 5-Year de la CAF :
| Fédération                                          | Club                                                | Critère de qualification                                |
| Fédérations avec deux représentants (Classées 1-12) | Fédérations avec deux représentants (Classées 1-12) | Fédérations avec deux représentants (Classées 1-12)     |
| --------------------------------------------------- | --------------------------------------------------- | ------------------------------------------------------- |
| Tunisie 1er - 106 pts                               | ES Sahel                                            | 3e du championnat de Tunisie 2013-2014                  |
| Tunisie 1er - 106 pts                               | Club Africain                                       | 4e du championnat de Tunisie 2013-2014                  |
| Égypte 2e - 80 pts                                  | Zamalek SC                                          | 3e du Champion d'Égypte 2013-2014                       |
| Égypte 2e - 80 pts                                  | Petrojet FC                                         | 4e du Champion d'Égypte 2013-2014                       |
| République démocratique du Congo 3e - 46 pts        | AS Vita Club                                        | 3e du championnat de RD du Congo 2013-2014              |
| République démocratique du Congo 3e - 46 pts        | MK Etanchéité                                       | Vainqueur de la Coupe de RD du Congo 2013               |
| Maroc 4e - 44 pts                                   | Fath US                                             | 3e du championnat du Maroc 2013-2014                    |
| Maroc 4e - 44 pts                                   | RS Berkane                                          | Finaliste de la Coupe du Trône 2013-2014                |
| Nigeria 5e - 41 pts                                 | Warri Wolves Football Club                          | 3e du championnat du Nigeria 2014                       |
| Nigeria 5e - 41 pts                                 | Dolphin FC                                          | Finaliste de la Coupe du Nigeria 2014                   |
| Soudan 6e - 37 pts                                  | Al Ahly Shandy                                      | 3e du championnat du Soudan 2014                        |
| Soudan 6e - 37 pts                                  | Al-Khartoum SC                                      | 4e du championnat du Soudan 2014                        |
| Algérie 7e - 32 pts                                 | ASO Chlef                                           | 6e du championnat d'Algérie 2013-2014                   |
| Algérie 7e - 32 pts                                 | MC Alger                                            | Vainqueur de la Coupe d'Algérie 2013-2014               |
| Mali 7e - 32 pts                                    | Onze Créateurs de Niaréla                           | 3e du championnat du Mali 2014                          |
| Mali 7e - 32 pts                                    | Djoliba AC                                          | Finaliste de la Coupe du Mali 2013-2014                 |
| Cameroun 9e - 21 pts                                | Unisport Bafang                                     | 3e du championnat du Cameroun 2014                      |
| Cameroun 9e - 21 pts                                | Panthère du Ndé                                     | Finaliste de la Coupe du Cameroun 2014                  |
| République du Congo 9e - 21 pts                     | Inter Club                                          | 3e du championnat du Congo 2014                         |
| République du Congo 9e - 21 pts                     | CA Renaissance Aiglon Brazzaville                   | Vainqueur de la Coupe du Congo 2014                     |
| Afrique du Sud 11e - 20 pts                         | Wits University FC                                  | 3e du championnat d'Afrique du Sud 2013-2014            |
| Afrique du Sud 11e - 20 pts                         | Orlando Pirates                                     | Vainqueur de la Coupe d'Afrique du Sud de football 2014 |
| Angola 12e - 17 pts                                 | Benfica Luanda                                      | 3e du championnat d'Angola 2014                         |
| Angola 12e - 17 pts                                 | Atlético Petróleos de Luanda                        | Vainqueur de la Coupe d'Angola 2014                     |

## Tours de qualification

### Tour préliminaire
Neuf équipes sont exemptes lors de ce tour :
- ASEC Mimosas
- Zamalek
- Djoliba
- Fath US
- AS Vita Club
- Orlando Pirates
- Al Ahly Shandy
- Club africain
- Étoile du Sahel

Les matchs aller se jouent les 13, 14 et 15 février 2015 alors que les matchs retour se jouent les 27, 28 février et 1er mars 2015.
| Match | Équipe 1                    | Résultat      | Équipe 2                   | Aller | Retour |
| ----- | --------------------------- | ------------- | -------------------------- | ----- | ------ |
| 1     | MC Alger                    | 0 - 2         | Sahel SC                   | 0 - 0 | 0 - 2  |
| 2     | RS Berkane                  | 2 - 2         | Onze Créateurs             | 2 - 1 | 0 - 1  |
| 3     | Al-Ittihad Tripoli          | 7 - 1         | Elect-Sport FC             | 6 - 1 | 1 - 0  |
| 4     | Al Ghazal                   | 1 - 7         | Petrojet FC                | 0 - 1 | 1 - 6  |
| 5     | Unisport Bafang             | 2 - 3         | Olympique de Ngor          | 1 - 0 | 1 - 3  |
| 6     | Hearts of Oak SC            | 1 - 0         | AS Police                  | 1 - 0 | 0 - 0  |
| 7     | ASO Chlef                   | 2 - 1         | Kamboi Eagles              | 2 - 0 | 0 - 1  |
| 8     | Horoya AC                   | 4 - 3         | FC Fassell                 | 1 - 0 | 3 - 3  |
| 9     | Leones Vegetarianos         | 1 - 2         | Dolphin FC                 | 1 - 0 | 0 - 2  |
| 10    | Côte d’Or FC                | 2 - 5         | Dedebit FC                 | 2 - 3 | 0 - 2  |
| 11    | Racing Club de Bobo         | 0 - 4         | Warri Wolves               | 0 - 1 | 0 - 3  |
| 12    | Étoile du Congo             | 2 - 3         | MK Etanchéite              | 1 - 2 | 1 - 1  |
| 13    | Panthère du Ndé             | 0 - 2         | Rayon Sports               | 0 - 1 | 0 - 1  |
| 14    | AS Togo-Port                | 5 - 3         | CARA Brazzaville           | 2 - 0 | 3 - 3  |
| 15    | Al-Khartoum SC              | 1 - 2         | Power Dynamos              | 1 - 0 | 0 - 2  |
| 16    | CF Mounana                  | 8 - 1         | Polisi SC                  | 5 - 0 | 3 - 1  |
| 17    | Uganda Revenue Authority SC | 4 - 2         | AS Saint-Michel            | 3 - 2 | 1 - 0  |
| 18    | Sofapaka                    | 2 - 4         | FC Platinum                | 1 - 2 | 1 - 2  |
| 19    | Young Africans              | 3 - 2         | Botswana Defence Force XI  | 2 - 0 | 1 - 2  |
| 20    | Benfica Luanda              | 3 - 0         | Le Messager FC Ngozi       | 2 - 0 | 1 - 0  |
| 21    | Volcan Club de Moroni       | 0 - 5         | Petro Atletico             | 0 - 1 | 0 - 4  |
| 22    | Wits University             | 3 - 3 6-7 tab | Royal Leopards             | 3 - 0 | 0 - 3  |
| 23    | Petite Rivière Noire SC     | 3 - 7         | Clube Ferroviário da Beira | 1 - 2 | 2 - 5  |

### Premier tour
Les matchs aller se jouent les 13, 14 et 15 mars 2015 alors que les matchs retour se jouent les 3, 4, 5 avril 2015.
| Match | Équipe 1                  | Résultat      | Équipe 2                     | Aller | Retour |
| ----- | ------------------------- | ------------- | ---------------------------- | ----- | ------ |
| 24    | Onze Créateurs de Niaréla | 2 - 1         | Sahel SC                     | 2 - 1 | 0 - 0  |
| 25    | ASEC Abidjan              | 3 - 2         | Al-Ittihad Tripoli           | 1 - 1 | 2 - 1  |
| 26    | Djoliba AC                | 2 - 1         | Petrojet FC                  | 2 - 1 | 0 - 0  |
| 27    | Hearts of Oak             | 5 - 3         | Olympique de Ngor            | 2 - 1 | 3 - 2  |
| 28    | Horoya AC                 | 1 - 1 3-5 tab | ASO Chlef                    | 1 - 0 | 0 - 1  |
| 29    | Club africain             | -             | Dolphin FC forfait           | -     | -      |
| 30    | Warri Wolves              | 2 - 0         | Dedebit FC                   | 2 - 0 | 0 - 0  |
| 31    | Al Ahly Shandy            | 3 - 6         | FC MK Etanchéité             | 2 - 1 | 1 - 5  |
| 32    | Zamalek SC                | 6 - 1         | Rayon Sports                 | 3 - 1 | 3 - 0  |
| 33    | Fath US                   | 4 - 2         | AS Togo-Port                 | 3 - 0 | 1 - 2  |
| 34    | CF Mounana                | 4 - 3         | Power Dynamos                | 4 - 0 | 0 - 3  |
| 35    | Orlando Pirates           | 4 - 3         | Uganda Revenue Authority     | 2 - 1 | 2 - 2  |
| 36    | Young Africans            | 5 - 2         | FC Platinum                  | 5 - 1 | 0 - 1  |
| 37    | ES Sahel                  | 2 - 1         | Benfica Luanda               | 1 - 0 | 1 - 1  |
| 38    | Royal Leopards            | 3 - 2         | Atlético Petróleos de Luanda | 2 - 2 | 1 - 0  |
| 39    | AS Vita Club              | 3 - 1         | Clube Ferroviário da Beira   | 3 - 0 | 0 - 1  |

### Deuxième tour
Les matchs aller se jouent les 17, 18 et 19 avril 2015 alors que les matchs retour se jouent les 1, 2, 3 mai 2015.
| Match | Équipe 1                  | Résultat | Équipe 2         | Aller | Retour |
| ----- | ------------------------- | -------- | ---------------- | ----- | ------ |
| 40    | Onze Créateurs de Niaréla | 0 - 2    | ASEC Abidjan     | 0 - 1 | 0 - 1  |
| 41    | Djoliba AC                | 2 - 2E   | Hearts of Oak    | 1 - 2 | 1 - 0  |
| 42    | ASO Chlef                 | 1 - 2    | Club africain    | 1 - 1 | 0 - 1  |
| 43    | Warri Wolves              | 3 - 1    | FC MK Etanchéité | 2 - 1 | 1 - 0  |
| 44    | Zamalek SC                | 3 - 2    | Fath US          | 0 - 0 | 3 - 2  |
| 45    | CF Mounana                | 2 - 5    | Orlando Pirates  | 2 - 2 | 0 - 3  |
| 46    | Young Africans            | 1 - 2    | ES Sahel         | 1 - 1 | 0 - 1  |
| 47    | Royal Leopards            | 2 - 4    | AS Vita Club     | 1 - 0 | 1 - 4  |

## Barrage
Les vainqueurs avancent en barrage contre les perdants du Huitièmes de finale de la Ligue des champions 2015 (indiqués en italique). Ces derniers jouent à domicile lors du match aller. Le tirage au sort aura lieu le 5 mai 2015 au Caire.
Les matchs aller se jouent les 15,16 et 17 mai 2015 alors que les matchs retour se jouent les 5,6 et 7 juin 2015.
| Match | Équipe 1         | Résultat      | Équipe 2        | Aller | Retour |
| ----- | ---------------- | ------------- | --------------- | ----- | ------ |
| 48    | Al Ahly SC       | 3 - 3 5-4 tab | Club africain   | 2 - 1 | 1 - 2  |
| 49    | ES Tunis         | 5 - 1         | Hearts of Oak   | 4 - 0 | 1 - 1  |
| 50    | AC Léopards      | 4 - 3         | Warri Wolves    | 3 - 0 | 1 - 3  |
| 51    | CS sfaxien       | 3 - 1         | ASEC Abidjan    | 2 - 0 | 1 - 1  |
| 52    | Stade malien     | 4 - 3         | AS Vita Club    | 2 - 0 | 2 - 3  |
| 53    | AS Kaloum        | 1 - 6         | Orlando Pirates | 0 - 2 | 1 - 4  |
| 54    | SM Sanga Balende | 2 - 3         | Zamalek SC      | 1 - 0 | 1 - 3  |
| 55    | Raja CA          | 2 - 3         | ES Sahel        | 2 - 0 | 0 - 3  |

## Phase de groupes
Al Ahly SC
Zamalek SC
Le tirage au sort s'est déroulé au Caire le 5 mai 2015  à 12:00 GMT.

### Groupe A
| Rang | Équipe       | Pts | J | G | N | P | Bp | Bc | Diff |  | Résultats (▼ dom., ► ext.) |     |     |     |     |
| ---- | ------------ | --- | - | - | - | - | -- | -- | ---- |  | -------------------------- | --- | --- | --- | --- |
| 1    | Al Ahly SC   | 13  | 6 | 4 | 1 | 1 | 6  | 1  | +5   |  | Al Ahly SC                 |     | 1-0 | 1-0 | 3-0 |
| 2    | ES Sahel     | 13  | 6 | 4 | 1 | 1 | 6  | 3  | +3   |  | ES Sahel                   | 1-0 |     | 1-0 | 2-1 |
| 3    | Stade malien | 5   | 6 | 1 | 2 | 3 | 3  | 5  | -2   |  | Stade malien               | 0-0 | 0-1 |     | 0-1 |
| 4    | ES Tunis     | 3   | 6 | 1 | 0 | 5 | 3  | 9  | -6   |  | ES Tunis                   | 0-1 | 0-1 | 1-2 |     |

### Groupe B
| Rang | Équipe          | Pts | J | G | N | P | Bp | Bc | Diff |  | Résultats (▼ dom., ► ext.) |     |     |     |     |
| ---- | --------------- | --- | - | - | - | - | -- | -- | ---- |  | -------------------------- | --- | --- | --- | --- |
| 1    | Zamalek SC      | 15  | 6 | 5 | 0 | 1 | 12 | 4  | +8   |  | Zamalek SC                 |     | 4-1 | 2-0 | 1-0 |
| 2    | Orlando Pirates | 12  | 6 | 4 | 0 | 2 | 8  | 6  | +2   |  | Orlando Pirates            | 1-2 |     | 2-0 | 2-0 |
| 3    | AC Léopards     | 5   | 6 | 1 | 2 | 3 | 2  | 6  | -4   |  | AC Léopards                | 1-0 | 0-1 |     | 0-0 |
| 4    | CS sfaxien      | 2   | 6 | 0 | 2 | 4 | 2  | 8  | -6   |  | CS sfaxien                 | 1-3 | 0-1 | 1-1 |     |

## Phase finale

### Demi-finales
| Club            | Aller | Total | Retour | Club       |
| --------------- | ----- | ----- | ------ | ---------- |
| ES Sahel        | 5 - 1 | 5 - 4 | 0 - 3  | Zamalek SC |
| Orlando Pirates | 1 - 0 | 5 - 3 | 4 - 3  | Al Ahly SC |

### Finale
| Club            | Aller | Total | Retour | Club     |
| --------------- | ----- | ----- | ------ | -------- |
| Orlando Pirates | 1-1   | 1-2   | 0-1    | ES Sahel |

## Vainqueur
| Coupe de la confédération Vainqueur 2015 |
| ---------------------------------------- |
| ES Sahel 2e titre                        |